# Leptopus hainanensis
Leptopus hainanensis là một loài thực vật có hoa trong họ Diệp hạ châu. Loài này được (Merr. & Chun) Pojark. mô tả khoa học đầu tiên năm 1960.